# Aconitum tauricum
Aconitum tauricum là một loài thực vật có hoa trong họ Mao lương. Loài này được Wulfen mô tả khoa học đầu tiên năm 1788.

## Hình ảnh

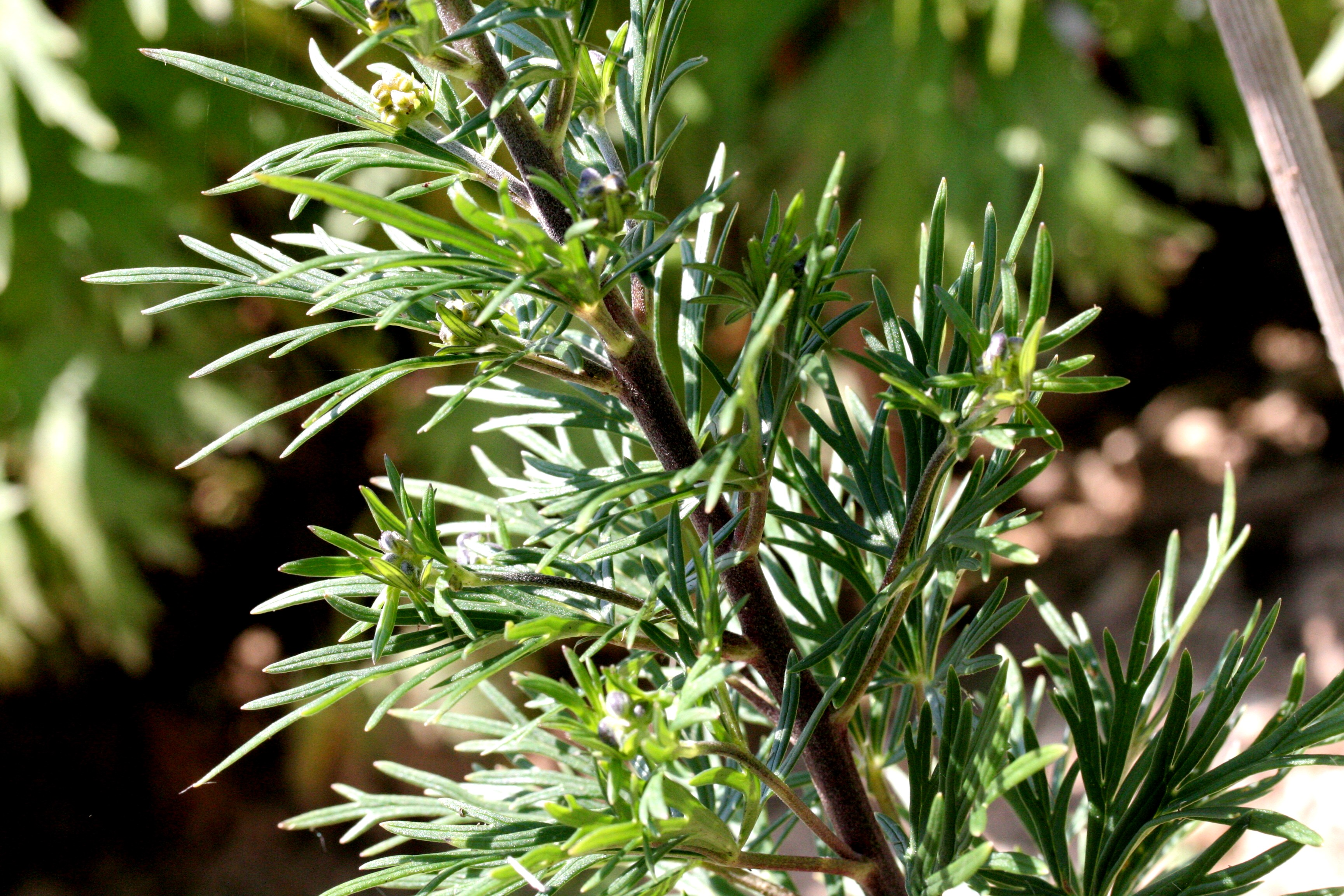
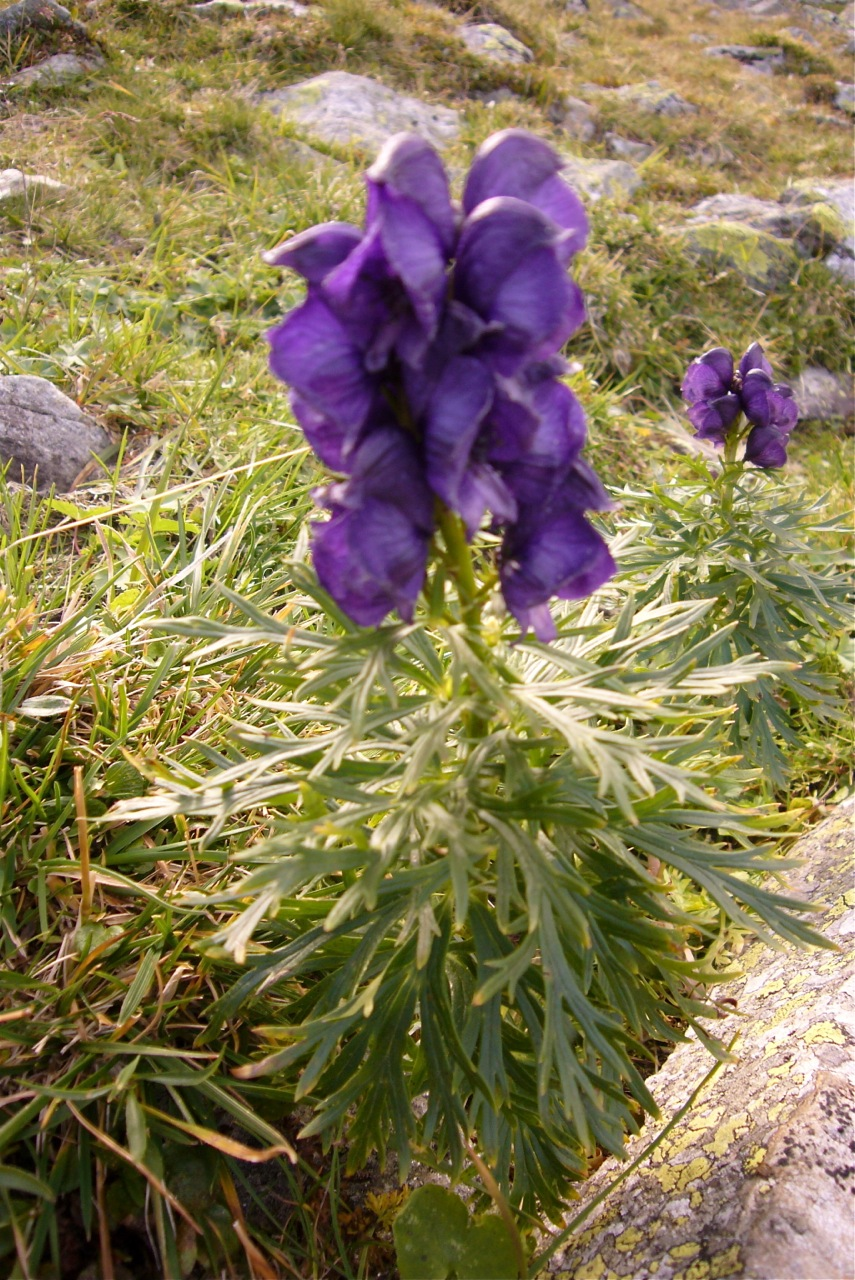